# Anka Senčar
Anka Senčar, rojena Kužnik, slovenska manekenka, fotomodel in popotnica, * 8. marec 1946, Trbovlje, † 3. november 2018, Trbovlje
Spadala je med najvidnejše slovenske manekenke.  
Pod imenom Anka Auling se je preizkusila tudi na filmskem platnu. Na začetku osemdesetih let dvajsetega stoletja je prenehala z manekenstvom in se posvetila potovanjem po svetu.
Svojo življenjsko pot je opisala v avtobiografiji To sem jaz - jaz sem Anka, zatem je o svojem življenju v Južnoafriški republiki izdala še knjigo Ankina moja Afrika.

## Manekenstvo
Tekmovala je na Miss Slovenije 1968. V tistem času je živela na Jesenicah in že delala kot manekenka.
Pojavila se je na naslovnicah svetovnih modnih revij (Mode international, Elle, Vogue ...), delovala v modnih prestolnicah in bila obraz priznanih modnih znamk (L'Oreal, Max Factor, Roger Lamy, Stefanel, Yves Saint Laurent, Pierre Cardin, Nina Ricci).
Konec šestdesetih in na začetku sedemdesetih let se je pojavila v tiskanih oglasih za Sava Kranj (umetno usnje Vist in ležalne blazine), Komet Metlika (spodnje perilo), Perutnina Ptuj, Brest Pohištvo, Kolinska Ljubljana (Royal Puding) in juhe Maggi.
Leta 1981 je pozirala gola za zagrebški Start.

## Zasebno
Poročena je bila s Primožem Senčarjem, v zakonu se jima je rodila hči Natalija. Po poroki in rojstvu otroka se je iz Trbovelj preselila v Ljubljano in pozneje v Radovljico.
Leta 2014, med bivanjem v Hurgadi v Egiptu, jo je zadela možganska kap. Po njej se je preselila v Slovenijo in zadnja leta bivala v Domu upokojencev Trbovlje.